# 绿锦蛇
绿锦蛇（学名：Gonyosoma prasinum）又名绿蛇，为游蛇科树栖锦蛇属的爬行动物。分布于印度、缅甸、马来半岛、越南以及中国大陆的云南、贵州、海南等地，一般生活于海拔700-2000米的山区。其生存的海拔上限为2000米。该物种的模式产地在印度阿萨姆。

## 保护
本种于2023年被收录入《有重要生态、科学、社会价值的陆生野生动物名录》。